# Hugo van Cralingen
Hugo van Cralingen (ca. 1185 – 7 juni 1256) is een van de eerste Heren van Kralingen. Hij wordt in 1233 beleend met het grondgebied 'Cralinghen'. Slot Honingen wordt gebouwd (en later vernietigd) en het huidige Kralingen groeit min of meer op de plaats waar de eerste bewoning in Cralinghen ontstond, hoewel veenontginning wel voor enkele verplaatsingen van de eerste nederzetting zorgde. 
Hugo van Cralingen is een zoon van Dirk van Cralingen en Agnes van Naaldwijk. Ridder Hugo Van Cralingen is actief aan het hof van het Graafschap Holland, op zijn laatst sinds 1244. Hij is aldaar een vertrouweling van graaf Willem II. In 1252 is hij baljuw van heel Holland.
Zijn zoon Hugo van Cralingen werd in 1240 geboren.

## Eerbetoon
De gemeente Rotterdam geeft de voormalige Ruyterstraat in Kralingen in 1895 de nieuwe naam Heer Hugostraat in ere van Hugo van Cralingen.